# Центральний-Камп-5
Грама Ніладхарі Центральний-Камп-5 (№ SP/93E) — Грама Ніладхарі підрозділу ОС Навітанвелі, округ Ампара, Східна провінція, Шрі-Ланка.

## Демографія
| Населення (2007) | Населення (2007) | Населення (2007) | Населення (2007) | Населення (2007) |
| Населення        | Чоловіки         | Жінки            | Діти             | Дорослі          |
| ---------------- | ---------------- | ---------------- | ---------------- | ---------------- |
| 901              | 421              | 480              | 365              | 536              |